# Megaselia fungivora
Megaselia fungivora är en tvåvingeart som först beskrevs av Wood 1909.  Megaselia fungivora ingår i släktet Megaselia och familjen puckelflugor. Arten har ej påträffats i Sverige. Inga underarter finns listade i Catalogue of Life.